# Брезјак
Брезјак је насељено место града Лознице у Мачванском округу. Према попису из 2022. било је 96 становника.
- Сеоска школа
- Зграда МЗ

## Демографија
У насељу Брезјак живи 197 пунолетних становника, а просечна старост становништва износи 40,8 година (38,9 код мушкараца и 42,8 код жена). У насељу има 84 домаћинства, а просечан број чланова по домаћинству је 2,87.
Ово насеље је великим делом насељено Србима (према попису из 2002. године).
|  |

| Демографија | Демографија | Демографија |
| Година      | Становника  | Становника  |
| ----------- | ----------- | ----------- |
| 1948.       | 225         |             |
| 1953.       | 233         |             |
| 1961.       | 225         |             |
| 1971.       | 195         |             |
| 1981.       | 241         |             |
| 1991.       | 230         | 209         |
| 2002.       | 241         | 269         |
| 2011.       | 167         |             |
| 2022.       | 96          |             |

| Етнички састав према попису из 2002.‍ | Етнички састав према попису из 2002.‍ | Етнички састав према попису из 2002.‍ | Етнички састав према попису из 2002.‍ | Етнички састав према попису из 2002.‍ |
| ------------------------------------ | ------------------------------------ | ------------------------------------ | ------------------------------------ | ------------------------------------ |
|                                      |                                      |                                      |                                      |                                      |
| Срби                                 | Срби                                 |                                      | 240                                  | 99,58%                               |
| непознато                            | непознато                            |                                      | 1                                    | 0,41%                                |

| Година пописа     | 1948. | 1953. | 1961. | 1971. | 1981. | 1991. | 2002. |
| ----------------- | ----- | ----- | ----- | ----- | ----- | ----- | ----- |
| Број домаћинстава | 42    | 44    | 49    | 51    | 70    | 65    | 84    |

| Број чланова      | 1  | 2  | 3  | 4  | 5 | 6 | 7 | 8 | 9 | 10 и више | Просек |
| ----------------- | -- | -- | -- | -- | - | - | - | - | - | --------- | ------ |
| Број домаћинстава | 14 | 25 | 14 | 22 | 8 | 0 | 1 | 0 | 0 | 0         | 2,87   |

| Пол    | Укупно | Неожењен/Неудата | Ожењен/Удата | Удовац/Удовица | Разведен/Разведена | Непознато |
| ------ | ------ | ---------------- | ------------ | -------------- | ------------------ | --------- |
| Мушки  | 108    | 44               | 58           | 5              | 1                  | 0         |
| Женски | 101    | 24               | 57           | 17             | 3                  | 0         |
| УКУПНО | 209    | 68               | 115          | 22             | 4                  | 0         |

| Пол    | Укупно                    | Пољопривреда, лов и шумарство | Рибарство                            | Вађење руде и камена | Прерађивачка индустрија       |
| ------ | ------------------------- | ----------------------------- | ------------------------------------ | -------------------- | ----------------------------- |
| Мушки  | 60                        | 10                            | 0                                    | 0                    | 16                            |
| Женски | 32                        | 10                            | 0                                    | 0                    | 11                            |
| УКУПНО | 92                        | 20                            | 0                                    | 0                    | 27                            |
| Пол    | Производња и снабдевање   | Грађевинарство                | Трговина                             | Хотели и ресторани   | Саобраћај, складиштење и везе |
| Мушки  | 6                         | 12                            | 3                                    | 2                    | 2                             |
| Женски | 0                         | 0                             | 3                                    | 0                    | 0                             |
| УКУПНО | 6                         | 12                            | 6                                    | 2                    | 2                             |
| Пол    | Финансијско посредовање   | Некретнине                    | Државна управа и одбрана             | Образовање           | Здравствени и социјални рад   |
| Мушки  | 0                         | 2                             | 1                                    | 1                    | 1                             |
| Женски | 0                         | 0                             | 1                                    | 4                    | 1                             |
| УКУПНО | 0                         | 2                             | 2                                    | 5                    | 2                             |
| Пол    | Остале услужне активности | Приватна домаћинства          | Екстериторијалне организације и тела | Непознато            | Непознато                     |
| Мушки  | 2                         | 0                             | 0                                    | 2                    | 2                             |
| Женски | 0                         | 0                             | 0                                    | 2                    | 2                             |
| УКУПНО | 2                         | 0                             | 0                                    | 4                    | 4                             |